# Harry Kent
Harry Dale Kent (11 de março de 1947 – 24 de agosto de 2021) foi um ciclista neozelandês que representou seu país competindo no ciclismo de pista.
Nos Jogos da Comunidade Britânica de 1970 em Edimburgo, conquistou a medalha de ouro na prova de 1 km contrarrelógio. Também terminou em quarto na velocidade e sexto na corrida de scratch de dez milhas.
Competiu nos Jogos Olímpicos de Verão de 1972 em Munique, obtendo a décima sexta colocação na corrida de 1 km contrarrelógio por equipes.
Kent morreu em 24 de agosto de 2021, aos 74 anos de idade, em decorrência de problemas relacionados a dois AVCs.